# ウェブスター新世界辞典
ウェブスター新世界辞典（英語: Webster's New World Dictionary）は1951年に出版されたアメリカ人のための国語辞典。2022年現在は第5版である。

## 概論
初版はオハイオ州クリーブランドのワールド・パブリッシング社から出版された。当初は二巻組、または大型一巻本で出版されたが、1953年には語義を拡張したウェブスター新世界大学辞典を出版した。
長らく、ウェブスター新世界辞典とウェブスター新世界大学辞典の二つが出版されていた。かつてはウェブスター新世界大学生用辞典も出版していた。
しかし、出版元は頻繁に変わり、ジョンワイリー・アンド・サンズ社からヒュートン・ミフリン・ハーコート社、2022年現在はハーパーコリンズ・パブリッシャーズ社に移されている。ヒュートン・ミフリン・ハーコート社が2021年に新刊の出版を拒否したため、多くのウェブスター新世界シリーズは品切れである。それでも在庫分だけはどうにか入手できるようである。
中古あるいは売れ残り新品でも大量に出回っている。ISBNコードを入力しても検索の困難なAmazon.comだけではなく、検索の容易なAbeBooksやブック・デポジトリーでも入手が可能である。
2023年現在の値下げ後の定価はウェブスター新世界辞典が7.99米ドルでウェブスター新世界大学辞典は20.80米ドルまで下がったが、送料は含まれていない。アメリカ合衆国で生まれ育ったアメリカ合衆国人のための国語辞典であるため、ハーパーコリンズ・パブリッシャーズ社の公式サイトはアメリカ合衆国内からしか購入できない。桐原書店や旺文社など数々の英英辞典の日本の委託先は、この辞書の販売に応じていない。

## 備考
『ウェブスター新世界』を冠する書物は豊富にあったが、その殆どが在庫分のみの販売になっている。英語辞典だけではなく、英語イタリア語辞典、英語ヘブライ語辞典、英語ドイツ語辞典、英語スペイン語辞典、英語フランス語辞典なども取り揃えていた。また文法書、用語集、書式などの本もあった。

## 関連書籍
- コンサイスオックスフォード英語辞典（英語版）
- オックスフォード現代英英辞典
- ペーパーバック・オックスフォード英語辞典